# La Roche-Guyon
La Roche-Guyon – miejscowość i gmina we Francji, w regionie Île-de-France, w departamencie Dolina Oise. Przez miejscowość przepływa Sekwana. 
Według danych na rok 1990 gminę zamieszkiwało 561 osób, a gęstość zaludnienia wynosiła 122 osób/km² (wśród 1287 gmin regionu Île-de-France Roche-Guyon plasuje się na 781. miejscu pod względem liczby ludności, natomiast pod względem powierzchni na miejscu 707.).